# Return of the Boom Bap
Return of the Boom Bap – pierwszy solowy album amerykańskiego rapera o pseudonimie KRS-One. Ukazał się w sprzedaży 28 września 1993 nakładem wytwórni Jive Records.

## Lista utworów
| Nr  | Tytuł utworu                      | Tekst                                                             | Producent                      | Długość |
| --- | --------------------------------- | ----------------------------------------------------------------- | ------------------------------ | ------- |
| 1.  | „KRS-One Attacks”                 | Lawrence Parker • Chris Martin                                    | DJ Premier                     | 2:50    |
| 2.  | „Outta Here”                      | Parker • Martin                                                   | DJ Premier                     | 4:28    |
| 3.  | „Black Cop”                       | Parker                                                            | KRS-One                        | 2:59    |
| 4.  | „Mortal Thought”                  | Parker • Martin                                                   | DJ Premier                     | 3:19    |
| 5.  | „I Can't Wake Up”                 | Parker • Martin                                                   | KRS-One • DJ Premier           | 3:34    |
| 6.  | „Slap Them Up” (gość. Ill Will)   | Parker • William Broady • Norberto Cotto • Douglas Jones          | Norberto Cotto • Douglas Jones | 3:58    |
| 7.  | „Sound of da Police”              | Parker • Rodney Lemay • Eric Burdon • Bryan Chandler • Alan Lomax | Showbiz                        | 4:18    |
| 8.  | „Mad Crew”                        | Parker                                                            | KRS-One                        | 4:24    |
| 9.  | „Uh Oh”                           | Parker • Karen Chin • Wycliffe Johnson • Cleveland Browne         | KRS-One                        | 4:05    |
| 10. | „Brown Skin Woman”                | Parker • David Anthony Love                                       | Kid Capri                      | 4:38    |
| 11. | „Return of the Boom Bap”          | Parker                                                            | KRS-One                        | 3:46    |
| 12. | „"P" Is Still Free”               | Parker • Martin                                                   | DJ Premier                     | 4:56    |
| 13. | „Stop Frontin'” (gość. Kid Capri) | Parker • Love • Henry Bernier • Nat Simon • Frederick Jones       | Kid Capri                      | 3:19    |
| 14. | „Higher Level”                    | Parker • Martin • Eugene Edgar Page                               | DJ Premier                     | 5:13    |
|     |                                   |                                                                   |                                | 55:47   |